# Iwona Marcinkiewicz
Iwona Marcinkiewicz (Dzięcioł), poljska lokostrelka, * 23. maj 1975.
Sodelovala je na lokostrelskem delu poletnih olimpijskih igrah leta 1996, kjer je osvojila 33. mesto v individualni in tretje mesto v ekipni konkurenci ter na poletnih olimpijskih igrah leta 2004, kjer je osvojila 20. mesto v individualni in 15. mesto v ekipni konkurenci.